# 中川雄一郎
中川 雄一郎（なかがわ ゆういちろう、1946年9月7日 - ）は、日本の経済学者、明治大学教授。
静岡県生まれ。明治大学農学部農業経済学科卒。1975年同大学院政治経済研究所博士課程満期退学。明治大学政治経済学部助教授、教授、2003年「キリスト教社会主義と協同組合 E.V.ニールの協同居住福祉論」で明大経済学博士。英国ヨーク・セント・ジョン大学より名誉学位授与、日本ロバアト・オウエン協会会長、日本協同組合学会会長。

## 著書
- 『イギリス協同組合思想研究』日本経済評論社 1984
- 『キリスト教社会主義と協同組合 E.V.ニールの協同居住福祉論』日本経済評論社 明治大学社会科学研究所叢書 2002
- 『社会的企業とコミュニティの再生 イギリスでの試みに学ぶ』大月書店 2005

### 共編著
- 『協同組合の思想と理論』松村善四郎共著 日本経済評論社 1985
- 『協同の選択 過去、現在、そして未来』トム・ウッドハウス共著 生活ジャーナル社 1994
- 『生協は21世紀に生き残れるのか コミュニティと福祉社会のために』編 大月書店 2000
- 『協同で再生する地域と暮らし 豊かな仕事と人間復興』監修 農林中金総合研究所編 日本経済評論社 2002
- 『非営利・協同システムの展開』柳沢敏勝,内山哲朗共編著 日本経済評論社 2008
- 『地域医療再生の力』非営利・協同総合研究所いのちとくらし編 監修 新日本出版社 2010
- 『協同組合を学ぶ』杉本貴志共編 全労済協会監修 日本経済評論社 2012
- 『協同組合未来への選択』杉本貴志共編 全労済協会監修 日本経済評論社 2014
- 『協同組合は「未来の創造者」になれるか』JC総研共編 家の光協会 2014

### 翻訳
- ウィリアム・フート・ホワイト、キャサリン・ホワイト『モンドラゴンの創造と展開：スペインの協同組合コミュニティー』佐藤誠,石塚秀雄共訳 日本経済評論社 1991
- ジョンストン・バーチャル『コープ ピープルズ・ビジネス』杉本貴志共訳 大月書店 1997
- ジョンストン・バーチャル『国際協同組合運動 モラル・エコノミーをめざして』都築忠七監訳 杉本貴志,栗本昭共訳 家の光協会 1999
- グレッグ・マクラウド『協同組合企業とコミュニティ モンドラゴンから世界へ』日本経済評論社 2000
- ピエーロ・アンミラート『イタリア協同組合レガの挑戦』監訳 堀越芳昭、相馬健次共訳 家の光協会 2003
- キース・フォークス『シチズンシップ 自治・権利・責任・参加』日本経済評論社 2011

## 論文
- 中川雄一郎